# Hardtalk
Hardtalk (Eigenschreibweise: HARDtalk) ist eine britische Fernseh- und Radiosendung der BBC, die je Folge aus einem ca. 25 Minuten langen eins-zu-eins-Interview besteht. Sie wird an vier Wochentagen (Montag bis Donnerstag) auf BBC World News und BBC News Channel gesendet. Sendebeginn war 1997.
Der weltweite Popularitätsgrad der Sendung beruht auf der Ausstrahlung auf BBC World. Moderator war bis Anfang 2005 Tim Sebastian, dessen berühmte und manchmal kontroverse, zähe Art des Nachfragens der Sendung eine große weltweite Zuschauerschaft einbrachte. Sie wird normalerweise spätabends auf dem BBC News Channel gesendet. Bis Mitte der 2000er Jahre wurde sie ca. um 23:30 Uhr gesendet, in der Folgezeit dagegen gegen 0:30 Uhr.
Im Jahr 2015 wurde sie im Zuge verschiedener Programmänderungen des Senders auf 20:30 Uhr vorverlegt. Seit 2004 wird die Sendung von Stephen Sackur präsentiert, der zuvor BBC-Korrespondent in Washington und Brüssel war und ein erfahrener Interviewer ist. Er wurde gelegentlich durch andere bekannte BBC-Moderatoren ersetzt, darunter Zeinab Badawi, Carrie Gracie und Sarah Montague. Weitere gelegentliche Moderatoren waren Jon Sopel, David Jessel, Lyse Doucet, Nisha Pillai, Noel Thompson, Mishal Husain und Katya Adler. Zu den bekanntesten Gästen der Sendung gehören der pakistanische Präsident Pervez Musharraf, der südafrikanische Präsident Thabo Mbeki, der Musiker Boy George und der 14. Dalai Lama Tenzin Gyatso.